# NGC 6876
NGC 6876 is een elliptisch sterrenstelsel in het sterrenbeeld Pauw. Het hemelobject werd op 27 juni 1835 ontdekt door de Britse astronoom John Herschel.

## Synoniemen
- ESO 73-35
- AM 2014-710
- PGC 64447